# 로버 컴퍼니
로버 컴퍼니(Rover Company)는 솔리헐에 토대를 두고 운영된 영국의 자동차 제조 기업이었다. 품질과 성능으로 명성을 얻었다. 로버는 1948년부터 랜드 로버 시리즈도 제조하였고 1970년에 랜드로버 레인지 로버를 탄생시켰으며 가장 성공적이고 수익성이 좋은 상품인 랜드로버가 별도의 기업이 되었다.
로버는 보다 7년 전 트라이엄프 모터 컴퍼니를 이미 인수했던 레일랜드 모터스에 1967년 판매되었다.
현재 '로버' 브랜드는 로버 컴퍼니의 사실상의 연장자 재규어 랜드로버(타타 자동차 소유)의 휴면기에 접어든 자산이다.

## 같이 보기
- 브리티시 레일랜드
- 랜드로버
- 재규어 랜드로버